# (464525) 2016 CG13
(464525) 2016 CG13 es un asteroide perteneciente al cinturón de asteroides, descubierto el 19 de abril de 2009 por el equipo Spacewatch desde el Observatorio Nacional de Kitt Peak (Arizona, Estados Unidos).